# Pestourie et Planchon
Cyclecars Pestourie & Planchon war ein französischer Hersteller von Automobilen.

## Unternehmensgeschichte
Das Unternehmen aus Paris begann 1922 mit der Produktion von Automobilen. Der Markenname lautete Pestourie et Planchon. Im gleichen Jahr endete die Produktion.

## Fahrzeuge
Das einzige Modell war ein Cyclecar. Für den Antrieb sorgte ein wassergekühlter Vierzylindermotor mit 904 cm³ Hubraum von Ruby. Besonderheit war, dass die hintere Spurbreite nur 33 cm betrug, sodass auf ein Differential verzichtet wurde.